# Relations entre l'Espagne et la Pologne
Les relations entre l'Espagne et la Pologne sont des relations internationales s'exerçant entre deux États d'Europe, le Royaume d'Espagne et la République de Pologne. Leur histoire remonte au Moyen Âge tardif. Actuellement, les deux pays sont des partenaires politiques dans le cadre de l'Union européenne.
Entre 130 et 150 000 citoyens d'origine polonaise vivent en Espagne.

## Histoire
En 1919, l'Espagne et la Pologne établissent des relations diplomatiques après la Première Guerre mondiale. L'arrivée au pouvoir de Francisco Franco en Espagne dans les années 1930 détériore les relations qui ne seront rétablies qu'en 1977, la Pologne refusant de reconnaître le gouvernement franquiste.

## Relations économiques
En 2011, le montant des échanges bilatéraux s'élevait à 6,15 milliards d'euros. L'Espagne est le 11e investisseur le plus important en Pologne.